# Acianthera hatschbachii
Acianthera hatschbachii é uma espécie de orquídea (Orchidaceae) originária do Brasil, considerada endêmica do Paraná.